# پی سرپنتیس
پی سرپنتیس یا پی مار یک ستاره است که در صورت فلکی مار قرار دارد.